# Höri ZH
| ZH ist das Kürzel für den Kanton Zürich in der Schweiz. Es wird verwendet, um Verwechslungen mit anderen Einträgen des Namens Höri zu vermeiden. |

Höri (wie der Flur- und Ortsname Horw von mittelhochdeutsch hor und althochdeutsch horowa «Sumpf, Moorland») ist eine politische Gemeinde im Bezirk Bülach des Kantons Zürich in der Schweiz.
Die Unterländer Gemeinde besteht aus den drei Dörfern Oberhöri, Niederhöri und (jenseits der Glatt) Endhöri.

## Wappen
Blasonierung:
In Blau zwei gekreuzte silberne Fischgabeln, begleitet von vier rautenförmigen goldenen Kuchen
Das Wappen wird mit dem um 1320 erfolgten Verkauf des Hofes «Küchelers Höri» in Verbindung gebracht, der vom Kloster St. Martin auf dem Zürichberg bzw. von den Habsburgern an die Freifrau Anna von Tengen wechselte.

## Geographie
Dem Lauf der Glatt folgend, erreicht man von Oberglatt und Niederglatt her kommend zunächst Oberhöri, das sich, neben dem alten Ortskern an der Glatt, den Hängen des Höriberges entlang ausgedehnt hat. Hier findet man vor allem Einfamilienhäuser.
Folgt man der Glatt, kommt man zum Dorf Niederhöri, das seine ursprüngliche Grösse bewahrt hat. Hier zweigt die Strasse nach Hochfelden ab.
Jenseits der Glatt befindet sich das dritte Dorf, Ennet- oder heute verkürzt Endhöri geheissen. Es ist am stärksten gewachsen und weist neben grossen Gewerbebetrieben auch eine grosse Anzahl an Mehrfamilienhäusern auf. Diverse alte Bauernhäuser wurden der Strassenverbreiterung und dem neuen Mehrzweckgebäude geopfert.
Von der Gemeindefläche von 477 ha sind 277,1 ha (58,1 %) Landwirtschafts-, 62,0 ha (13,0 %) Siedlungs-, 61,1 ha (12,8 %) Wald- und 32,0 ha (6,7 %) Verkehrsfläche. 4,8 ha (1,0 %) sind Gewässer- und 40,1 ha (8,4 %) unproduktive Fläche (Stand 2018).

## Bevölkerung
| Jahr | Einwohner |
| ---- | --------- |
| 1467 | ca. 55    |
| 1634 | 257       |
| 1790 | 355       |
| 1850 | 574       |
| 1900 | 515       |
| 1950 | 569       |
| 2000 | 2282      |
| 2005 | 2411      |
| 2010 | 2457      |
| 2015 | 2639      |
| 2020 | 2957      |
| 2022 | 3297      |

### Bildung
Primarschule
Der Primarschulunterricht wurde 1639 eingeführt. Das erste Schulhaus wurde im Jahr 1827 für 3368 Gulden erstellt. Man baute es an die Glatt bei Niederhöri, aber an das östliche Ufer, vergrösserte es schon 1837 durch eine Lehrerwohnung mit Gemeindestube, was Kosten von 2750 Gulden verursachte. Im Jahre 1871 wurde auf dem Dach ein Dachreiter mit vier Wimpergen und einem Spitzhelm errichtet. Die Uhr wurde von der Strassburger Firma Ungerer Frères bezogen, während man bei der Glockengiesserei Keller in Zürich-Unterstrass eine Glocke in Auftrag gab.
1921 wurde gleich daneben ein neues Schulhaus «Niederhöri» erbaut und das alte Schulhaus 1939 an die politische Gemeinde abgetreten, seit 2001 wird es jedoch wieder für Schulzwecke gebraucht. Daneben stehen zwei moderne Schulhäuser aus den 1960er- und 1970er-Jahren und zwei Turnhallen zur Verfügung.
Kreissekundarschule
Die Sekundarschule ist mit Bachenbülach, Bülach, Hochfelden und Winkel in einer Kreisgemeinde organisiert. Der Unterricht findet im Sekundarschulhaus der Stadt Bülach und der Aussenstation im Primarschulhaus Weiher 1 in Höri statt.

## Politik
Exekutive ist der Gemeinderat, bestehend aus fünf Mitgliedern, Gemeindepräsident ist Roger Götz (SVP, Stand November 2023).
Legislative ist die Gemeindeversammlung aller Stimmberechtigten, die üblicherweise zweimal jährlich im Singsaal der Primarschule tagt.
Ebenso hat die Primarschulgemeinde eine Legislative (Primarschulgemeindeversammlung), die in der Regel direkt anschliessend an die politische Gemeindeversammlung tagt, und eine fünfköpfige Exekutive, die Primarschulpflege. Präsident ist Daniel Daldini (Stand November 2023).
Bei der Nationalratswahl 2019 erreichten die Parteien folgende Wähleranteile: SVP 53,58 %, SP 10,44 %, glp 8,26 %, Grüne 6,98 %, EDU 6,13 %, FDP 5,29 %, EVP 4,91 %, CVP 2,40 %, BDP 1,24 % und andere (8) 0,80 %.
Die Wähleranteile bei der Nationalratswahl 2023: SVP 55,36 % (+1,78 %), SP 11,36 % (+0,92 %), FDP 7,8 % (+2,51 %), glp 7,04 % (−1,22 %), EVP 5,64 % (+0,74 %), Die Mitte 4,9 % (+1,27 %), EDU 2,65 % (−3,48 %), Grüne 2,57 % (−4,40 %), Mass-Voll! 1,05 %, andere (11) 1,63 %.

## Wirtschaft
Im Jahr 2011 wurden in Höri noch 14 Bauernbetriebe bewirtschaftet. Auf Gemeindegebiet bestanden um 2023 über 1300 Arbeitsplätze. Einer der grösseren Arbeitgeber ist die in Bülach bis ins Jahr 1923 zurück reichende Firma Oertli Werkzeuge, welche 1992 nach Höri wechselte und als Hersteller von Werkzeugen für die holzverarbeitende Industrie international tätig ist. Die Stahlbaufirma Baltensberger wurde 1959 gegründet und beschäftigte um Anfang 2020er-Jahre etwa 70 Mitarbeitende.

### Verkehr
Weil die Höremer Bauern im 19. Jahrhundert keinen Beitrag für einen Bahnhof an die Nordostbahn-Gesellschaft bezahlen wollten, fahren heute nicht nur die internationalen Züge Zürich–Stuttgart und Stuttgart–Neapel ohne Halt durchs Dorf Endhöri, sondern auch die halbstündliche S-Bahn nach Bülach, Oerlikon und Zürich.
Einzig zur Eröffnung der Doppelspur Bülach–Oerlikon hatte Höri 1980 für ein Wochenende eine provisorische Haltestelle. An dieser hielten die Dampf-Extrazüge der Einweihungsfestivitäten.
Es verkehren jedoch mindestens halbstündlich Postauto-Linien ab dem Bülacher Bahnhof (ZVV-Linie Nr. 525).
Die Anflugschneise des internationalen Flughafens Zürich-Kloten führt genau über Niederhöri und die Schulhäuser und verursacht erheblichen Fluglärm. Anderseits bietet der Flughafen viele Arbeitsplätze für Bewohner der Gemeinde.
Aufgrund der Überschreitung von Alarmwerten des Fluglärms bestanden in den 2010er-Jahren Baueinschränkungen für Wohnbauten.

## Kunst, Kultur und Sehenswürdigkeiten

### Museen
Eine paritätische Kommission aus Mitgliedern von Pro Höri und der Primarschule betreibt ein kleines Heimatmuseum im Keller des Schulhauses Weiher 1. Ein Raum ist dem Bauernhof (Haus und Hof) gewidmet, einer der Schule, dem Rebbau und der Swissair, der dritte der Dorfentwicklung und der Raumplanung.

## Sonstiges
Für Aufsehen sorgte 2012, dass im SVP-dominierten Höri ein urbanes Paar von der Linken, nämlich der grüne Nationalrat Balthasar Glättli und die Zürcher SP-Politikerin Min Li Marti, die Rede zum 1. August hielten, wobei manche ihrer Worte im Fluglärm untergingen wie die NZZ berichtete.

## Bilder

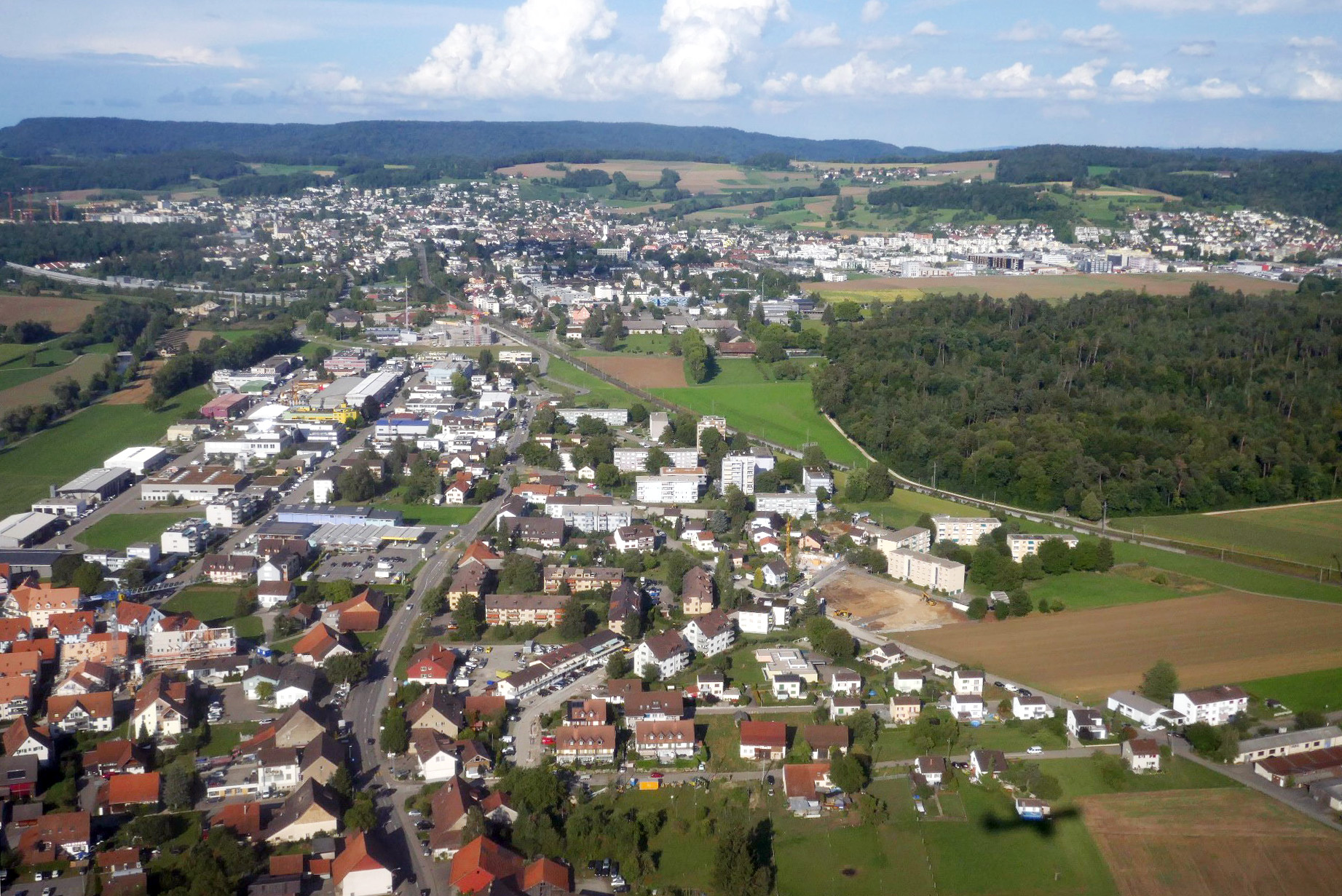
Höri
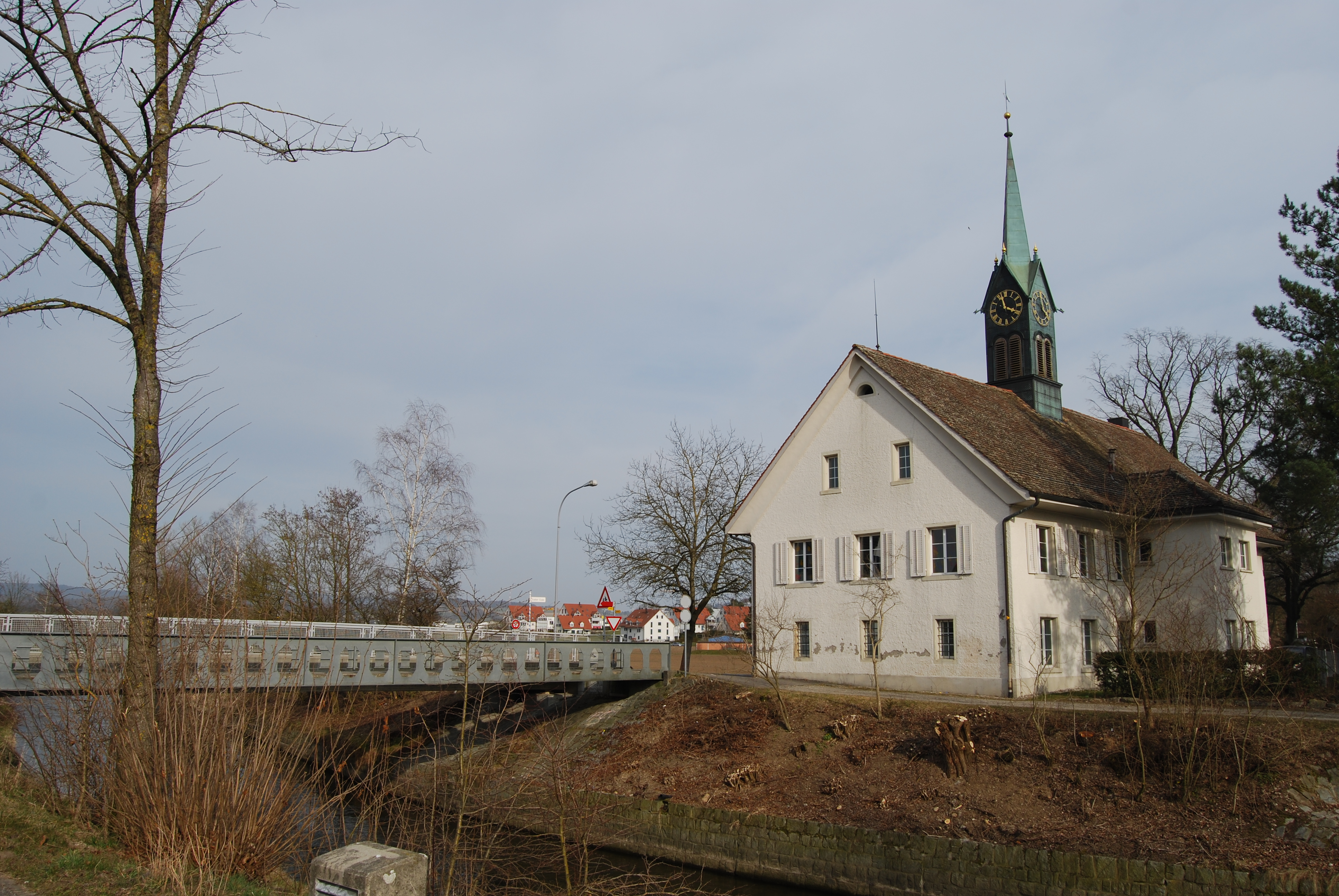
Altes Schulhaus Höri, Brücke über die Glatt
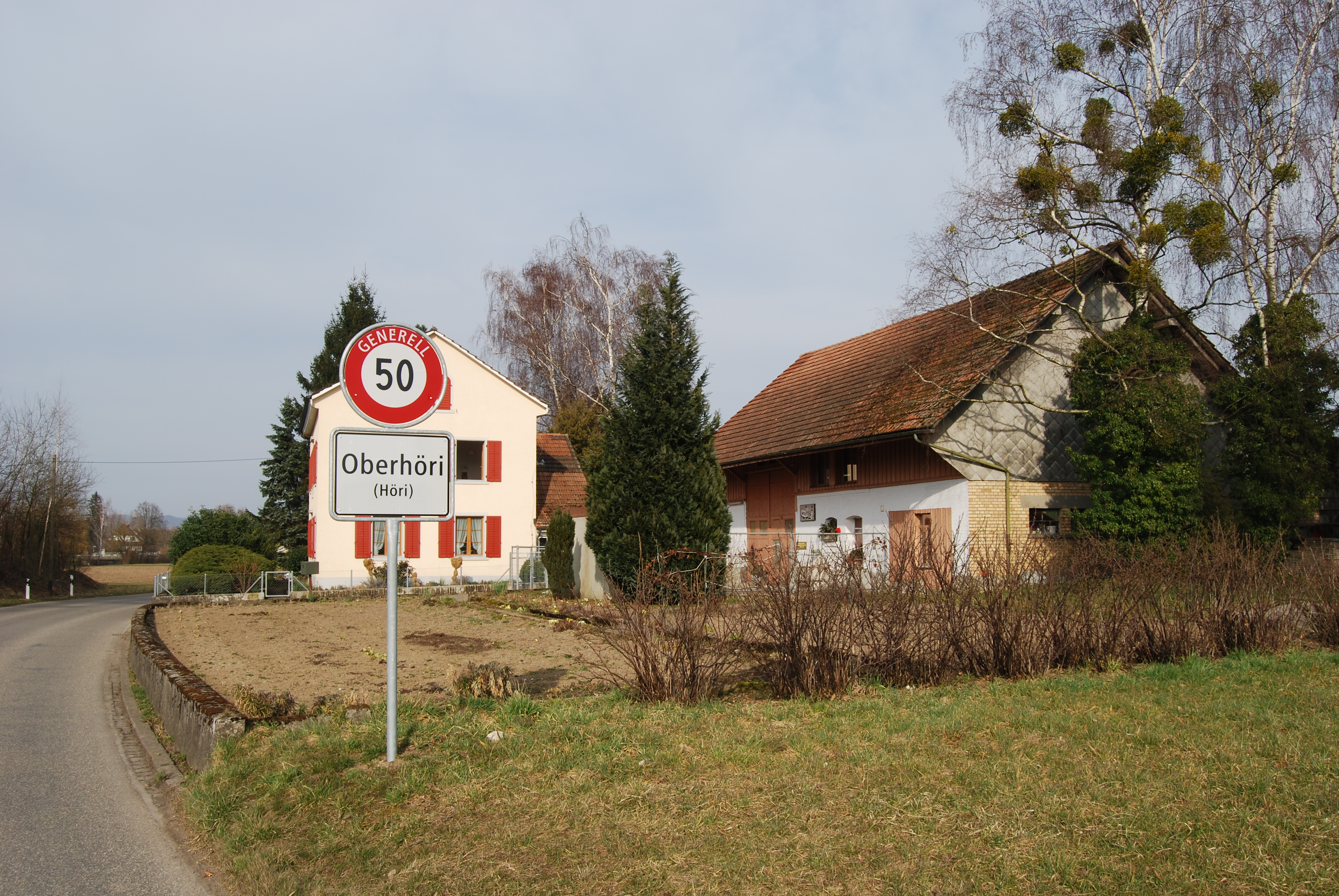
Dorfeingang von Oberhöri
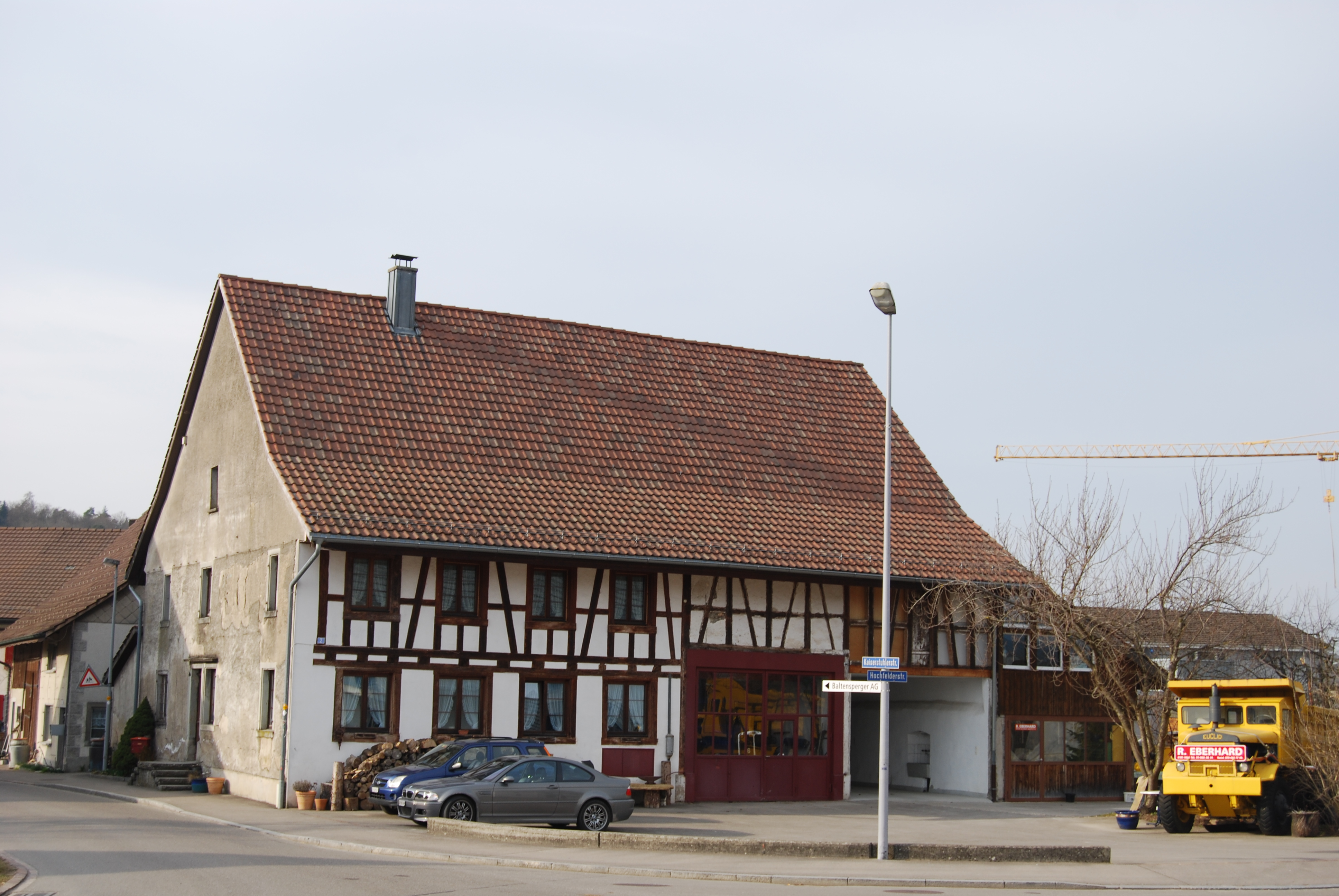
Fachwerkhaus in Niederhöri
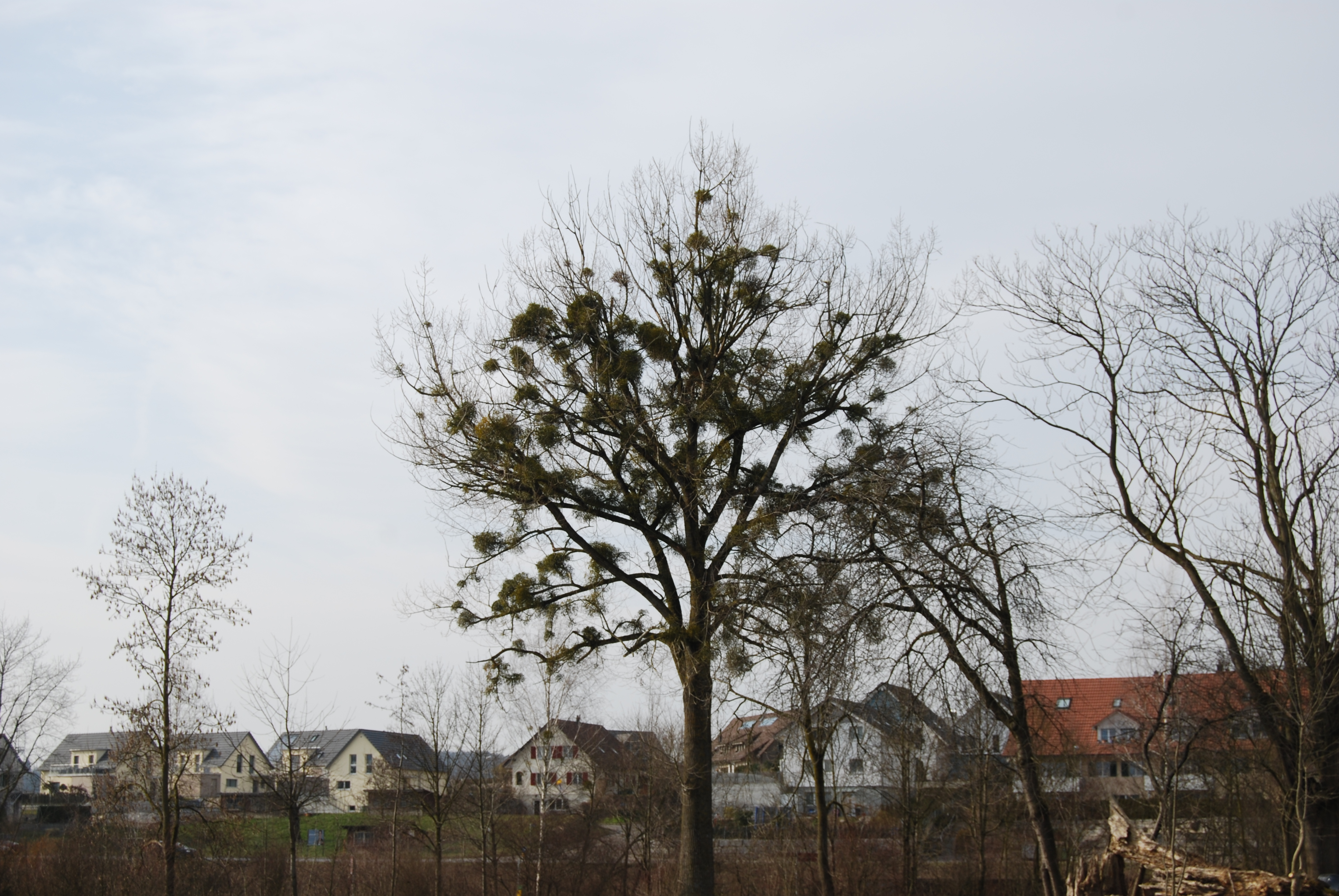
Blick auf Oberhöri